# Trileptium australis
Trileptium australis is een rondwormensoort uit de familie van de Rhabdodemaniidae. De wetenschappelijke naam van de soort is voor het eerst geldig gepubliceerd in 2007 door Nicholas.